# 서균 (고려)
서균(徐鈞, 1060년 ~ 1132년)은 고려의 문신이다. 본관은 이천(利川)이며, 서희(徐熙)의 증손이다. 

## 생애
음서로 조산대부(朝散大夫) 판장작감사(判將作監事),상서우복야(尙書右僕射)에 이르렀다. 1132년 73세에 사망해, 11월 3일에 백악산 기슭에 안장하였다. 시호는 복양(濮陽)이다.

## 가족
- 조부 : 서유걸(徐惟傑)
  - 부 : 서정(徐靖)
- 외조부 : 김원정(金元鼎)
  - 처부 :이당감(李唐鑑)
    - 자녀 : 서순(徐純) 등 6남 4녀